# Ludwig Löw von und zu Steinfurth (Gerichtspräsident)
Karl Friedrich Ludwig Löw Freiherr von und zu Steinfurth (* 12. Dezember 1803 in Weilburg; † 17. Mai 1868 in Wiesbaden) war Hochschullehrer, Nassauischer Richter und Abgeordneter.

## Leben und Wirken

### Herkunft
Ludwig Löw von und zu Steinfurth stammte aus der Wetterauer Adelsfamilie Löw von Steinfurth. Er war der Sohn des Oberzeugmeisters, Oberjägermeisters und Staatsrates Friedrich Philipp Löw von und zu Steinfurth (* 26. Januar 1755 in Staden; † 12. Oktober 1841 in Weilburg) und dessen Frau Dorothea Wilhelmine geborene Freiin von Canstein (* 20. März 1760 in Kassel; † 2. März 1825 in Weilburg).

### Familie
Ludwig Löw von und zu Steinfurth, der evangelischer Konfession war, heiratete am 24. April 1832 in Heidelberg Emilie geborene Roux (* 11. Oktober 1808 in Jena; † 19. Dezember 1872 in Wiesbaden), die Tochter des Malers und Universitätsprofessors Jakob Roux und dessen erster Ehefrau Pauline. Das Paar hatte mehrere Kinder:
- Erwin (* 5. Oktober 1833; † 29. Januar 1896) ⚭ Therese Josephine Schindler (* 9. April 1840; † 9. Mai 1906), Eltern von Ludwig Löw von und zu Steinfurth (Ingenieur)
- Thekla (* 8. September 1843; † 3. Oktober 1906) ⚭ 1874 Hugo Ernst Louis Hans von Hagen (* 30. März 1835; † 28. September 1911), preußischer Generalmajor
- Marie (* 27. Februar 1849)

### Beruf
Ludwig Löw von und zu Steinfurth besuchte das Gymnasium Weilburg und studierte ab 1820 Natur- und Rechtswissenschaften an den Universitäten Göttingen und Heidelberg. An der Universität Heidelberg wurde er zum Dr. jur. promoviert und lehrte als Privatdozent.
1833 bis 1840 war er Professor für Rechtswissenschaften an der Universität Zürich. 1935 amtete er ebenda als Rektor. 1840 wurde er Hofgerichtsrat in Dillenburg, später in Usingen. 1841 wurde er zum Kammerherren ernannt. 1846 bis 1848 war er in der Regierung des Herzogtums Nassau Schulreferent.
1848 wurde er Vorsitzender des Criminalgerichtes Usingen und 1849 Hofgerichtsrat am Hof- und Appellationsgericht Usingen. Nach der Rückverlegung des Gerichtes nach Wiesbaden war er 1849 bis 1859 Hofgerichtsrat am Hof- und Appellationsgericht Wiesbaden. 1859 wurde er dessen Direktor. 1861 wurde er Richter am Oberappellationsgericht Wiesbaden, dem er 1864 bis 1866 als Präsident vorstand. 1862 bis 1866 war er Mitglied des Staatsrates. 1867 wurde er in den Ruhestand versetzt.

### Politik
1852 war er als Vertreter von Erzherzog Stephan von Österreich Mitglied der ersten Kammer der Landstände des Herzogtums Nassau.